# Districte de Wil
El Districte de Wil és un dels 8 cercles administratius (en alemany walkreis) del Cantó de Sankt Gallen (Suïssa). Té una població de 69503 habitants (cens de 2007) i una superfície de 145,29 km². Està format per 11 municipis i el cap és Wil.

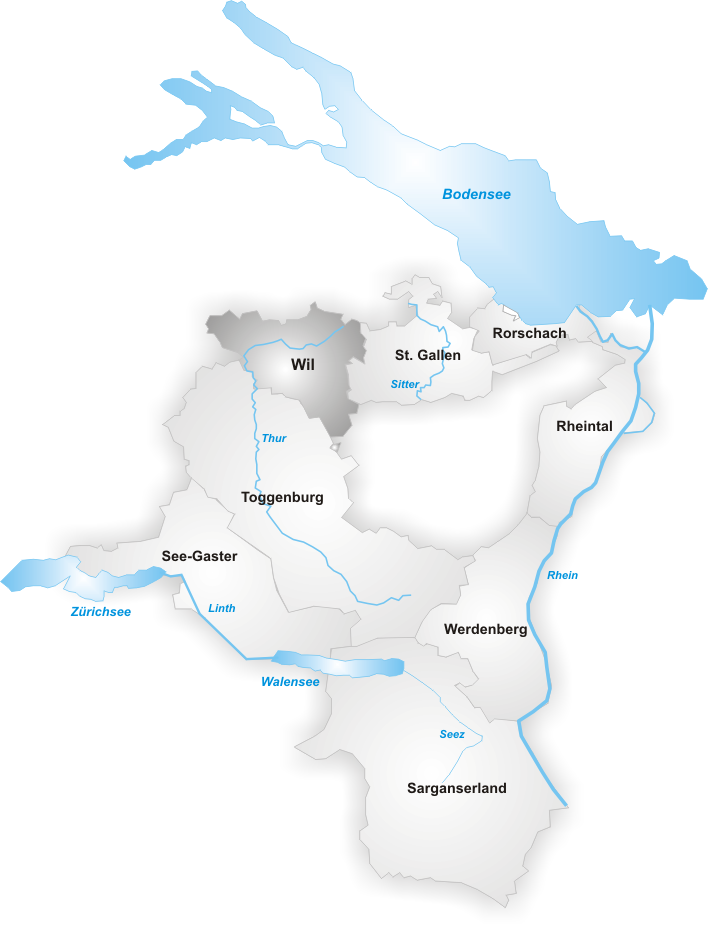
El districte de Wil

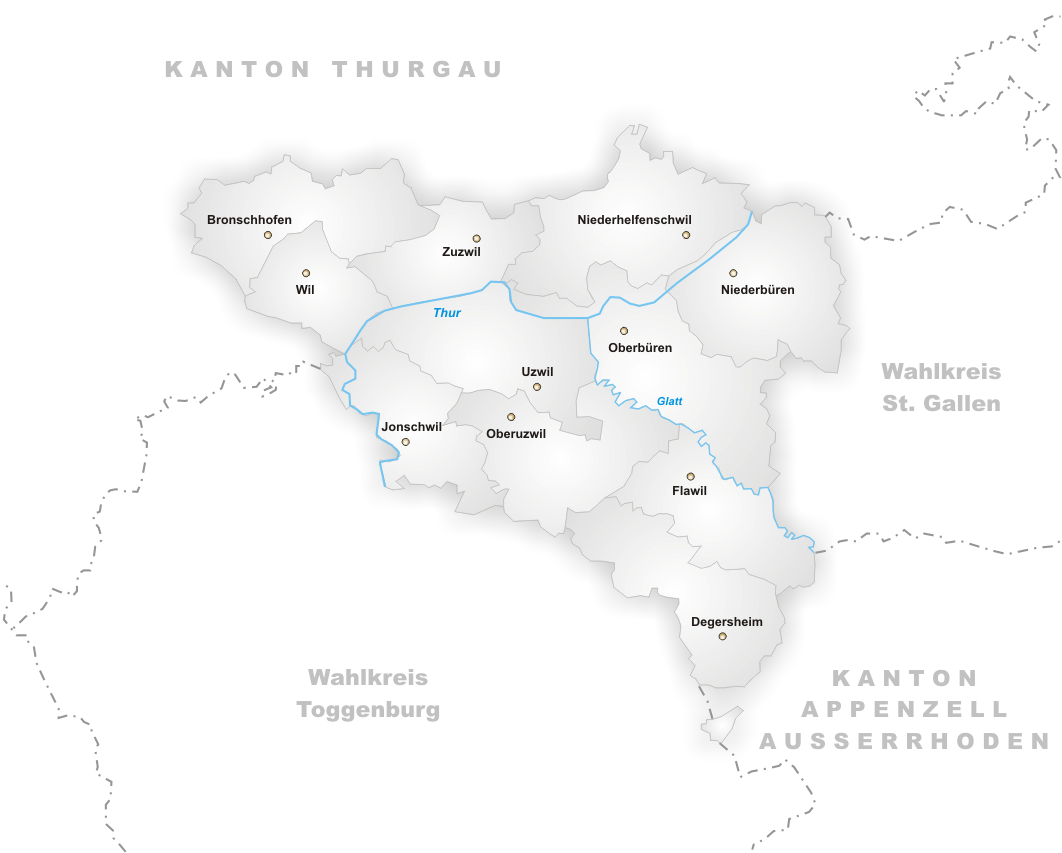
Municipis del districte de Wil

## Municipis
| Escut              | Nom                | Població (Dez. 2007) | Superfície in km² | Núm. SFOS |
| ------------------ | ------------------ | -------------------- | ----------------- | --------- |
| Degersheim         | Degersheim         | 3883                 | 14.48             | 3401      |
| Flawil             | Flawil             | 9767                 | 11.51             | 3402      |
| Jonschwil          | Jonschwil          | 3355                 | 10.99             | 3405      |
| Niederbüren        | Niederbüren        | 1425                 | 15.92             | 3422      |
| Niederhelfenschwil | Niederhelfenschwil | 2736                 | 16.34             | 3423      |
| Oberbüren          | Oberbüren          | 3880                 | 17.71             | 3424      |
| Oberuzwil          | Oberuzwil          | 5750                 | 14.11             | 3407      |
| Uzwil              | Uzwil              | 12'341               | 14.49             | 3408      |
| Wil                | Wil                | 17'351               | 7.62              | 3425      |
| Zuzwil             | Zuzwil             | 4519                 | 8.96              | 3426      |
|                    | Total (11)         | 69'503               | 145.29            | 1728      |